# Xia
|  | Aquest article tracta sobre la planta del gènere Salvia. Si cerqueu la dinastia xinesa, vegeu «dinastia Xia». |

La xia (Salvia hispanica), és una espècie de planta amb flors del gènere de Salvia dins la família de les lamiàcies.
El Còdex Mendoza del segle xvi proporciona evidència que havia estat cultivada pels asteques en època precolombina i que era un dels tres cultius més importants. La xia és present en les nostres dietes des de fa més de 5.550 anys. Aquesta llavor era un dels components més importants en la dieta dels maies i asteques, ja que té un alt potencial nutricional. S'utilitza en l'actualitat  a Mèxic i Guatemala per a produir begudes nutritives i aliments.
Es fa servir molt en aliments a Amèrica del Sud i a Amèrica del Nord. A partir de l'any 2013, la UE també n'ha autoritzat l'ús en pans i altres productes.

## Etimologia
La paraula xia deriva de la paraula nàhuatl chian, que significa «oleaginosa».[1] L'actual estat mexicà de Chiapas rep el nom del nàhuatl «riu de xia».

## Taxonomia
Seguint la descripció i classificació taxonòmica de Salvia hispanica L. realitzada per Linnaeus (1753), aquesta espècie es classifica en:
Regne: Plantae
Fílum: Magnoliophyta
Classe: Magnoliopsida
Ordre: Lamiales
Família: Lamiaceae
Gènere: Salvia
Espècie: Salvia hispanica L.

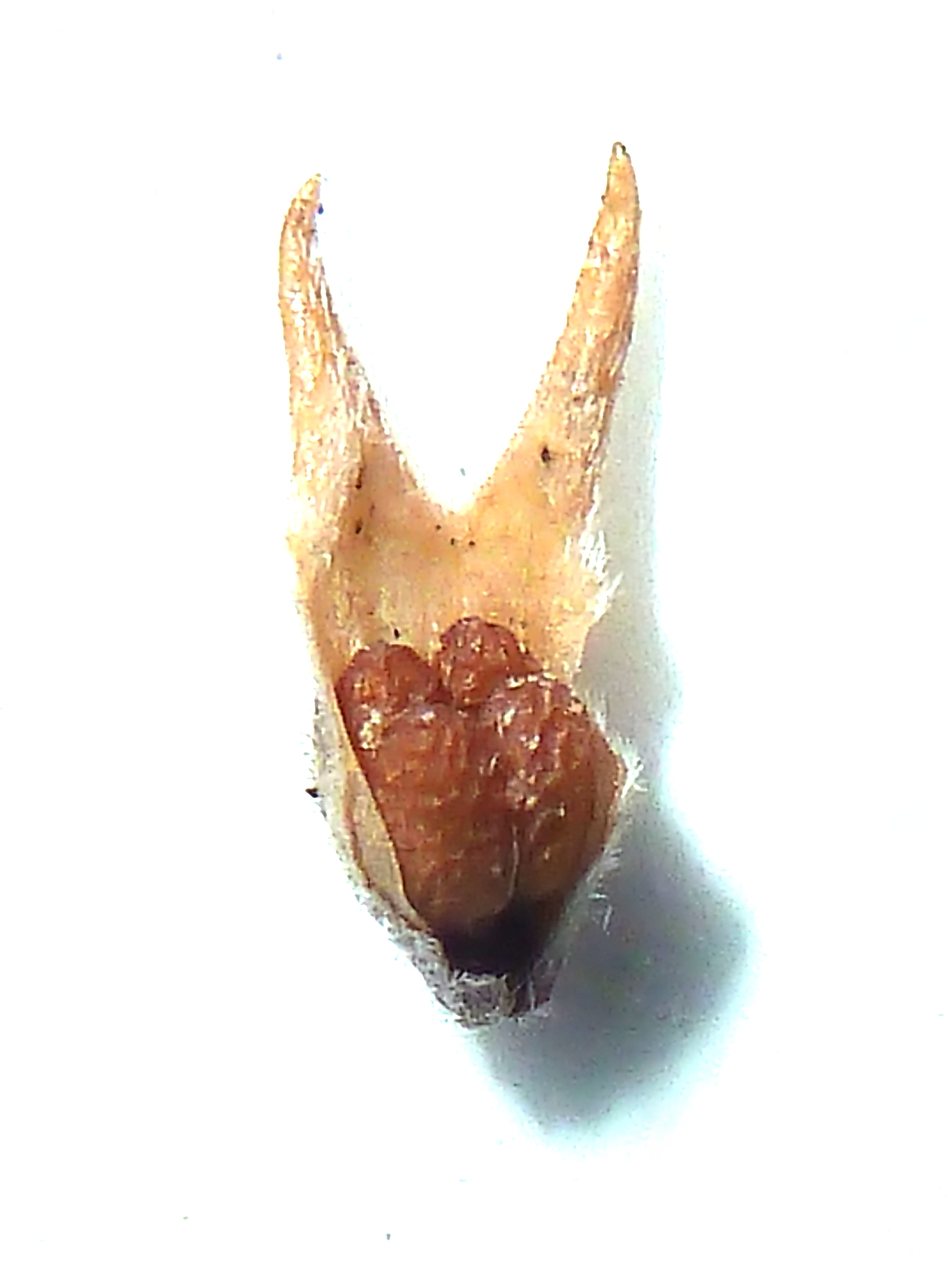
Tetranúcula

Dins el gènere Salvia, s'hi troben arbustos i plantes herbàcies, normalment aromàtiques. El que permet diferenciar Salvia hispanica L. de la resta d'espècies del mateix gènere són: les fulles lleugerament corbades, la superfície de les quals és completament llisa, i verticils florals agrupats en una inflorescència cilíndrica densa.
La família Lamiaceae engloba herbes annuals o perennes i arbustos productors d'olis aromàtics. El que permet diferenciar aquesta família d'altres famílies properes, com per exemple, les Verbenaceas i les Acanthaceas, és tenir quatre fruits lliures o, el que també s'anomena, tetranúcula.
L'ordre Lamiales inclou 24 famílies, 1.059 gèneres i més de 23.000 espècies. Algunes de les característiques generals d'aquest ordre són: fulles oposades, pinnades i regulars, els lòbuls de la corol·la són zigomorfs (1 pla de simetria).

## Descripció
És una planta herbàcia anual que fa fins a 1 m d'alt amb les fulles oposades de 4 a 8 cm de llarg i de 3 a 5 cm d'ample. Les flors presenten ambdós òrgans sexuals, per tant es consideren hermafrodites. Solen tenir coloracions porpres o blanques, i es troben agrupades en inflorescències racemoses. En realitat, moltes plantes cultivades considerades xia són altres espècies de sàlvies com S. lavandulifolia. A finals d'estiu aquestes flors donen lloc al fruit. La llavor d'aquest fruit té unes dimensions reduïdes, mesurant 1 mil·límetre d'alçada, 2 mil·límetres de llargada i aproximadament 1 mil·límetre i mig d'amplada. A més, aquesta llavor és rica en mucílag i oli.

### Flors
Les flors es reuneixen en grups de sis o més en verticils sobre l'eix principal de la inflorescència. La flor té un pedúncle, un calze persistent i bilabiat, i corol·la monopètala, bilabiada i de color blau o morat.

### Diferències entre xia salvatge i cultivada
Aquelles plantes de xia que han estat cultivades per l'humà, solen tenir unes flors de mida més gran respecte les plantes salvatges o que han crescut sense la influència directa de l'home. Aquestes també tenen les inflorescències més compactes, com a conseqüència de tenir més verticils i menys distància entre ells. Tanmateix, la mida de les plantes no cultivades, és lleugerament més gran.
Una altra característica important que diferencia aquestes 2 maneres de creixement de la planta, és la indehiscència que pateixen aquelles plantes que han estat "domesticades": depenen tant del cultiu de l'ésser humà per sobreviure, que han perdut aquesta capacitat de dispersió de les llavors un cop el fruit ha madurat.

## Història

### Orígens i ús en les civilitzacions antigues
Aquesta planta es va conèixer al 3500 aC i és originària de regions de Mèxic i Guatemala.
Els asteques, una de les civilitzacions més poderoses de Mesoamèrica, considerava la xia com un dels quatre cultius més importants, juntament amb el blat de moro, els fesols i l'amarant. No només era essencial en la dieta d'aquests indígenes i per l'elaboració de medicines, sinó que també tenia un important valor religiós. De fet, les llavors de xia s'utilitzaven com a ofrenes als déus i en cerimònies rituals. A més a més, aquestes llavors van ser consumides pels guerrers asteques, ja que proporcionaven energia i resistència durant llargs períodes gràcies a tenir alts nivells d'àcids grassos essencials, proteïnes i fibra.
La paraula "xia" prové del maia que significa "força", reflectint el seu alt valor com a font d'energia. Aquesta societat també utilitzaven aquesta planta en el camp de la medicina i com a moneda d'intercanvi.

### Arribada dels espanyols
Amb la conquesta espanyola en el segle xvi, el cultiu i l'ús de la xia va quasi desaparèixer. Els colonitzadors van imposar nous cultius europeus, com el blat i l'ordi, i van expulsar els cultius tradicionals de les civilitzacions mesoamericanes, incloses la xia i l'amarant. De fet, van considerar que el seu significat religiós en les cerimònies indígenes eren un símbol pagà i van prohibir el seu ús.Com a resultat, la xia va quedar oblidada durant molts segles i només va sobreviure en petites regions rurals.

### Redescobriment
A partir de la segona meitat del segle xx, i sobretot en el segle XXI, aquest cultiu va començar a guanyar popularitat i reconeixement mundial a causa dels estudis científics que mostren els seus beneficis nutricionals. Aquest cultiu també ha tingut implicacions econòmiques, creant una nova font d'ingressos per agricultors d'Amèrica del Sud.

## Distribució
La xia, per naturalesa, creix en climes tropicals i subtropicals, però, en l'actualitat, a causa de l'augment del consum, es cultiva a una gran quantitat de països, sobretot en països d'Amèrica del sud. Ja que el consum s'ha globalitzat, a Europa es cultiva en hivernacles, per a abastir la gran demanda. Salvia Hispanica creix en regions muntanyoses, sobretot en aquelles on es troba terra franca. Aquesta conté una gran quantitat de nutrients i hi ha una millor filtració de l'aigua.
Actualment, arreu del món s'estan donant episodis prolongats de sequera, provocant una reducció de la disponibilitat d'aigua. La transició cap a cultius que utilitzen l'aigua de manera eficient, pot ser vital per fer front a l'absència d'aigua. La xia, podria ser útil com a cultiu en països i regions en estat de sequera. En un estudi que ha utilitzat informació de satèl·lits que han estat recollint informació durant anys, s'ha pogut observar que la xia consumeix entre un 13-38% menys d'aigua que l'alfals, el blat i la soja. A més a més, un altre gran benefici del cultiu de Salvia hispanica, és l'assimilació de 14-20% més carboni per litre d'aigua consumida, és a dir, més producció de biomassa. Tot el que s'ha anomenat anteriorment, farien a la xia com la planta que utilitza l'aigua de manera més eficient que l'alfals, el blat i la soja.
Encara s'ha d'investigar més sobre aquest aspecte, tant a escala econòmica, social i mediambiental, ja que la substitució de l'alfals per la xia podria ser vital per disminuir el consum d'aigua en sòls agrícoles o pel seu ús en regions en sequera. Portant a terme aquesta substitució, s'aconseguiria una millor gestió i administració de l'aigua, promovent una agricultura més sostenible.

## Agronomia
La composició fenòlica i la capacitat antioxidant de la llavor de la xia són determinats per diferents factors agronòmics. Tot i que s’ha demostrat que encara que el sistema d’irrigació no té un efecte significant en el creixement de la planta, l’ús de fertilitzants amb nitrogen, provoquen un impacte negatiu en la composició fenòlica de les llavors de la xia.
Degut a les reduïdes dimensions de la llavor de la Salvia Hispanica, no requereix una gran profunditat en la seva sembra, únicament necessita quedar completament recoberta dins del sòl, i amb un màxim aproximat de 10 mil·límetres, no més. Això és perquè prèviament a la seva germinació, necessita humitat. És un planta adaptada a climes i ambients àrids, pel que un cop s'ha produït la seva germinació, no requereix tanta humitat; consumeix molt poca aigua, pel que pot sobreviure amb baixes quantitats d'aigua al medi. Un dels requisits és el correcte drenatge del sòl que l'envolta, ja que no tolera sòls inundats o anegats.
El sòl ideal pel cultiu de la xia, a part de drenat i no excessivament profund, té idealment un ph oscil·lant entre 6.5 i 7.5, és a dir, un ph neutre. Un altre factor a considerar: la salinitat. Tot i tenir certa tolerància a la salinitat, sobretot abans de la germinació quan encara parlem de llavor, una elevada i excessiva salinitat pot reduir la mida de la planta resultant, alhora que disminueix el percentatge de germinació de les llavors sembrades.

### Plagues i malalties
Tot i que, les plagues i malalties relacionades amb la xia no s'han estudiat gaire, s'han pogut descriure alguns casos de conreus que presenten formigues, llimacs o fongs no beneficiosos per a la planta. Actualment, no s'han especificat els seus mecanismes d'actuació, però s'ha pogut comprovar que les formigues i llimacs afecten a les etapes inicials de creixement dels cultius, reduïnt fins a un 80% la producció de les llavors de xia.
Amb relació a les malalties, els fongs Sclerotinia sp. i Cercospora sp., són els responsables de l'alentiment del període de collita i de la formació de taques necròtiques a les fulles.
Degut a aquestes espècies que afecten directament i indirectament a la producció de llavors de xia, s'han elaborat programes pel seu control.
Hi ha altres microorganismes que podem trobar com a patògens de la xia, com Fusarium oxysporum i Rhizoctonia solani. La presència i acció d'aquests patògens resulta en arrels podrides i tiges també afectades. Sense fer distincions en la longevitat de les plantes; tant Fusarium com Rhizoctonia afecten tant a plantes adultes com a plàntules, i les malalties tant destructives que causen en les plantes, estan molt influenciades per un mal drenatge del sòl. Aquestes microorganismes es troben àmpliament distribuïts arreu del món, i només difereixen, i lleugerament en els efectes que causen, deixant de banda el podriment de les arrels: Fusarium oxysporum també s'associa amb la descomposició de la tija, mentre que Rhizoctonia solani causa també pansiment generalitzat.

## Llavors

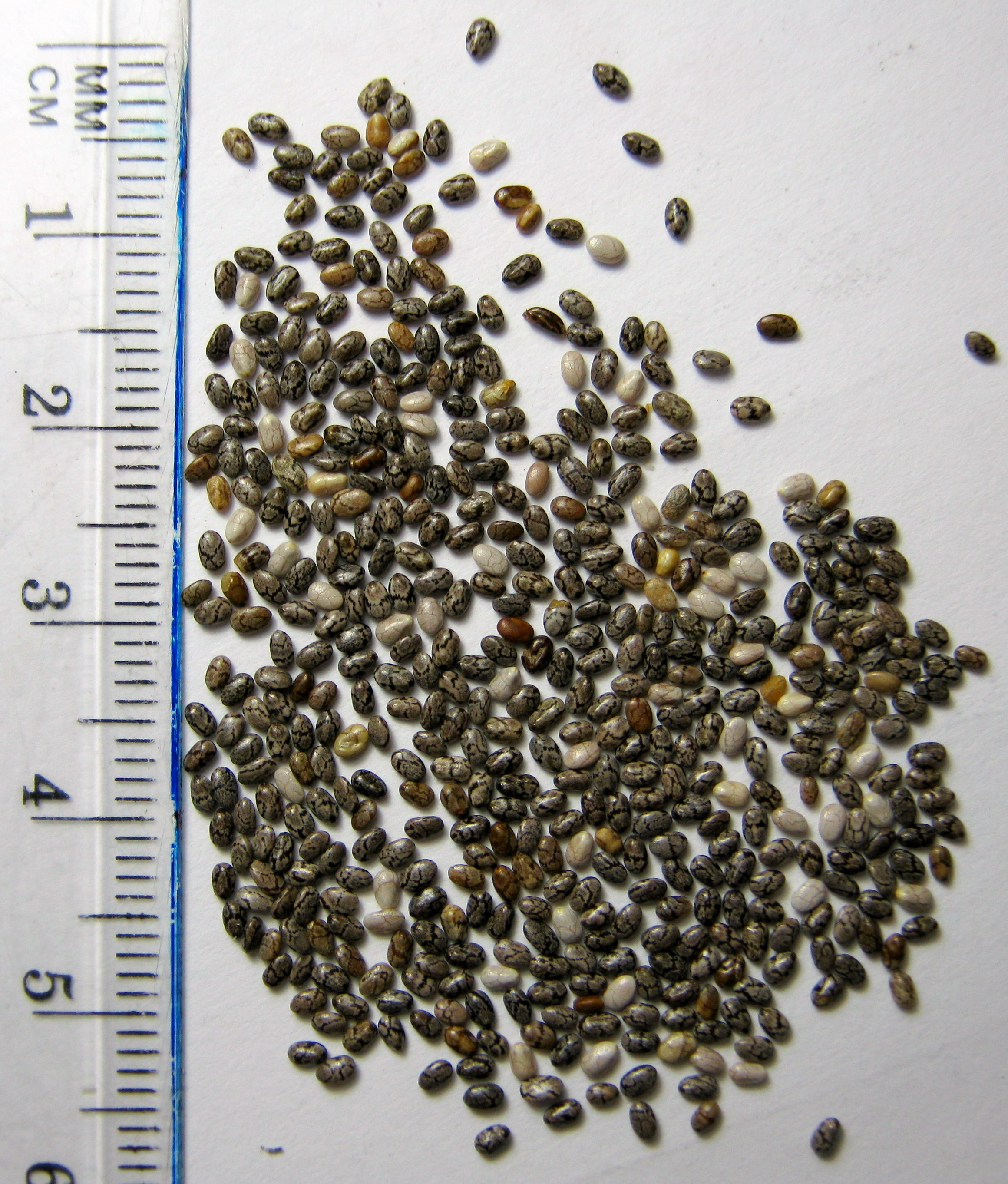
Llavors de xia

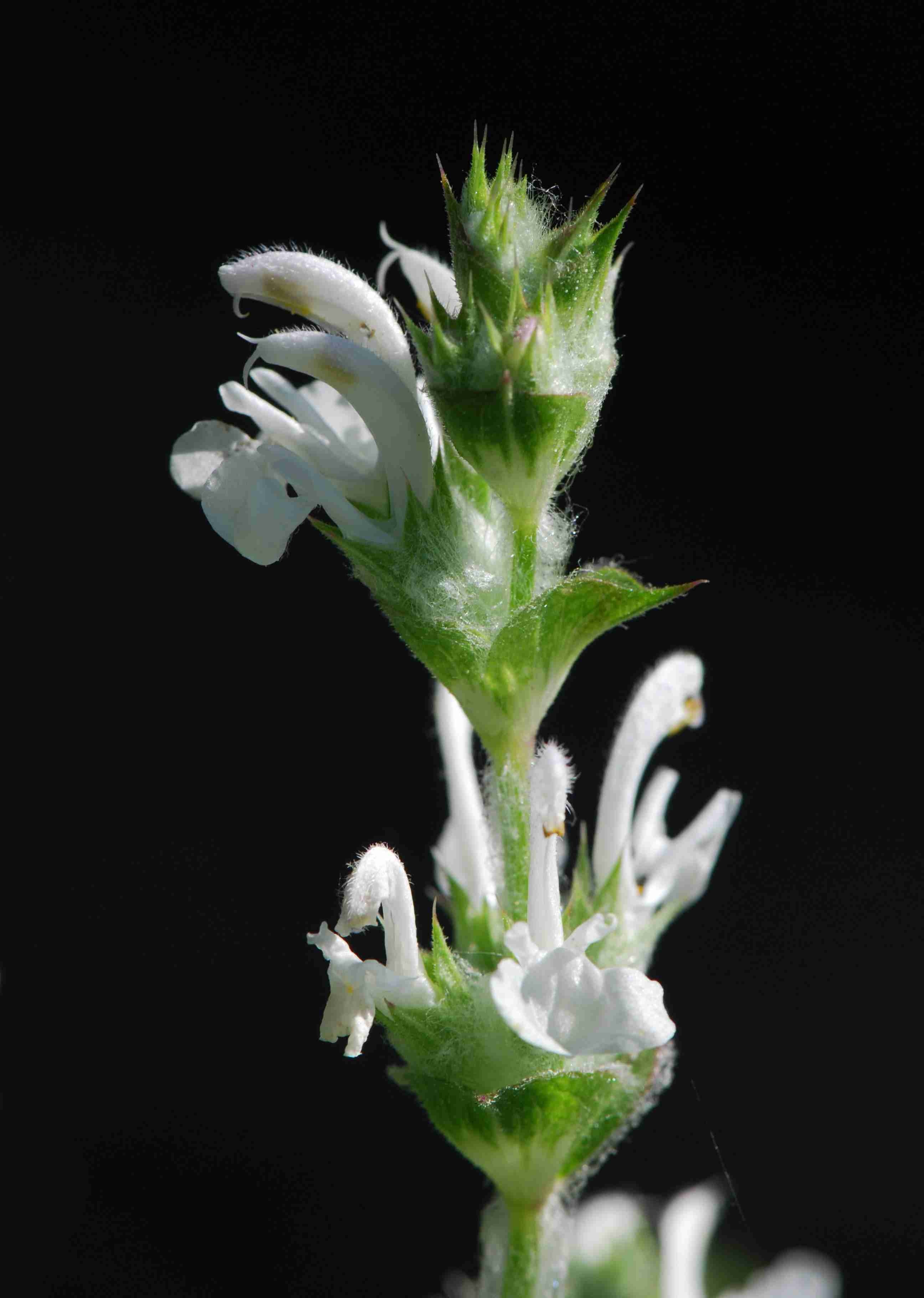
Flor de xia

La xia es cultiva comercialment per les seves llavors, que són ovals amb un diàmetre del voltant d'un mil·límetre de color marró a blanc. Les llavors de xia tenen un contingut d'oli vegetal del 25-30%, que inclou àcid alfa linolènic (ALA). La presència d'ALA fa que es considerin riques en omega-3, tot i que en contenen nivells inferiors que d'altres llavors com ara les de lli.
| Component nutricional        | Unitat | Disponibilitat (per 100g) |
| ---------------------------- | ------ | ------------------------- |
| Aigua                        | g      | 4,43                      |
| Energia                      | kcal   | 486                       |
| Proteïna                     | g      | 24,2                      |
| Greixos totals               | g      | 40,2                      |
| Àcids grassos saturats       | g      | 5                         |
| Àcids grassos monoinsaturats | g      | 2,96                      |
| Àcids grassos poliinsaturats | g      | 22,8                      |
| Fibra dietètica              | g      | 34,4                      |
| Hidrats de carboni           | g      | 42,1                      |

### Preparació
L'any 2008 la Unió Europea aprovà la xia com a nou aliment i en permet l'addició d'un màxim del 5% en la producció de pa. Aquestes llavors es poden menjar crues i proporcionen proteïnes, greixos i fibra.

### Extracció d'oli de les llavors xia
Les llavors de xia es valoren principalment pel seu oli, el qual és molt nutritiu i beneficiós per la salut. Els diferents mètodes d'extracció comporten una variació en la qualitat i contingut d'àcids gràssos, i també en el contingut d'antioxidants. A continuació es mencionen les 3 tècniques d'extracció més utilitzats actualment:
1. Compressió de les llavors: premsatge i posterior emmagatzament en fred.
  - Avantatge: el contingut d'antioxidants es conserva millor que en les dos altres tècniques
  - Desavantatge: rendiment baix ja que només es recupera una part de tot l'oli produït.[28]
2. Extracció mitjançant un solvent: normalment s'utilitza l'hexà.
  - Avantatge: afavoreix les característiques funcionals de l'oli, com per exemple, la capacitat de retenció i absorció, i l'estabilitat d'emulsió.
  - Desavantatge: causa una pèrdua del contingut antioxidant i pot provocar problemes de salut i seguretat alimentària degut a l'ús de l'hexà.[28]
3. Extracció mitjançant fluids supercrítics: s'utilitzen substàncies que es troben en condicions de pressió i temperatura superiors al seu punt crític. En aquest cas, s'utilitza el diòxid de carboni.
  - Avantatge: et permet obtenir l'oli de xia amb una major puresa i major contingut d'ALA.[28]

## Usos
Actualment, per el que més s'utilitza la llavor de xia és per el consum humà. Les llavors no necessiten ser mòltes pel consum i es poden afegir a qualsevol menjar, com per exemple, a les amanides, a la sopa i als batuts. Aquesta addició ja suposa l'augment del valor nutritiu del producte.
Aquestes llavors remullades alliberen una mena de mucílag que és pràcticament insípid i, és per això, que a Mèxic es barregen amb sucs de fruites i es consumeix com a beguda refrescant. Les llavors també es poden assecar i moldre per preparar una farina de gust intens, anomenada "pinole", que es consumeix principalment com a postres.
Els brots tendres de la planta també es poden consumir com a verdura i poden ser utilitzats per posar-los a les amanides. La coloració de la planta i la llavor depèn dels pigments presents en aquesta. Els pigments, com la clorofil·la i els carotenoides, responsables de la coloració de la planta i llavor (verd, vermell taronja, i el color groc de la planta). Els beneficis antioxidants que tenen aquests pigments, afecten tant a les plantes com als humans. Aquests pigments s’han observat en quantitats significatives en les llavors de la xia, donant a aquesta, un gran potencial com aliment funcional.
Malgrat que la xia és cultivada principalment pel consum humà, s'ha observat que també pot ser utilitzada com a suplement nutritiu per a l'alimentació d'animals. A més a més, s'ha observat una millora en la qualitat dels ous i la carn en avirams i en la producció de llet en vaques. La fulla i la tija de la planta, també es pot utilitzar com a aliment alt en nutrients per al bestiar.

### Indústria alimentària
Des de fa un temps, hi ha una alta demanda de productes alternatius per aquelles persones que són al·lèrgiques o que no consumeixen gluten. Un d’aquests productes són les llavors de la xia, gràcies a les seves característiques beneficioses per la salut humana, aquestes són una molt bona optativa com aliment sense gluten. Recentment, s’ha acceptat per part de les institucions alimentàries, la incorporació i ús de les llavors de la xia com a ingredient en diferents productes, com per exemple, el pa, els cereals, les galetes i la pasta.
Els mucílags naturals, com per exemple el que alliberen les llavors de xia, podrien ser una molt bona opció ja que, actualment, ja s'utilitzen en aquest sector com a fibres diatètiques, espessidors, agents gelificants, emulsionants, estabilitzants i substituts de greixos.
El mucílag extret de les llavors de xia està compost principalment per fibra diatètica, la qual cosa fa que tingui poc contingut calòric. Per aquest motiu, l'ús d'aquest compost natural també està vist com una bona opció per aquelles persones que volen tenir una dieta més saludable.
L'aplicació d'aquest mucílag en certs productes alimentaris, com per exemple en les hamburgueses, iogurts i gelats, també pot fer millorar les característiques organolèptiques d'aquests productes, per la qual cosa, aquest compost és de gran interès per a la indústria alimentària.
L'encapsulació d'aliments mitjançant aquest biopolímer té com a objectius la millora de la conservació i la seguretat alimentària, i la protecció dels ingredients. Aquesta tècnica alternativa té molts avantatges:
- Fàcil d'obtenir[32]
- Procedent de fonts renovables[32]
- Costos baixos de producció[32]
- Fàcil de manipular[32]
- Permet l'addició d'agents bioactius[32]

La nanoencapsulació utilitzant mucílags naturals també és una alternativa tecnològica que permet incorporar certs olis a aliments amb un alt contingut d'aigua.

### Indústria farmacèutica
Les característiques físico-químiques del mucílag, com per exemple l'alta solubilitat, la biodegradació ràpida, la biocompatibilitat, la baixa toxicitat i el baix cost, contribueixen a que aquest sector de la indústria estigui interessat en el seu ús. Normalment, s'utilitza per encapsular i controlar l'alliberament dels compostos, com a agent desintegrador, espessant i emulsionant. S'ha pogut comprovar, mitjançant estudis in vitro, que aquest biopolímer protegeix els compostos encapsulats de l'activitat gàstrica fent que, en molts casos, es millori l'efectivitat del fàrmac.

### Formes de consumir les llavors de Xia
Abans d'ésser consumides, les llavors de xia es deixen durant aproximadament 6 hores en aigua, perquè després siguin consumides senceres o molgudes. El motiu pel qual es deixen en remull perquè aquestes poden absorbir, aproximadament, entre 10 i 12 vegades el seu pes en aigua. En cas de no realitzar aquesta absorció d'aigua, es poden patir alguns problemes al consumir-les, com una possible asfíxia.
Hi ha moltes maneres de consumir xia, entre les quals destaquen: espolvorejant les llavors en iogurts o amanides, o incloent aquestes llavors en receptes de pastissets, puddings.

## Beneficis
El nutrient que es troba en majors quantitats en les llavors de la xia és l'omega-3, que és un tipus d'àcid gras poliinsaturat, però aquest aliment també presenta altres components que proporcionen diverses propietats funcionals:
- Els compostos fenòlics proporcionen el principal potencial bioactiu gràcies a les seves propietats antioxidants.[25] Un exemple seríen els flavonoides, com l'àcid cafeic, l'àcid clarogènic i la quercetina, que proporcionen propietats anticanceroses i antihipertensives.[37]
- Els tocoferols (també coneguts com vitamina E) i carotenoides també actuen com a antioxidants naturals que promouen beneficis contra el Parkinson, l'Alzheimer, la diabetis i altres tipus de malalties.
- Els fitosterols són esterols d'origen vegetal amb estructura similar a la del colesterol.[38] Aquests tenen activitats antidiabètiques i anticanceroses, sent molt utils en la prevenció de cardiopaties.[25]

També presenta altes concentracions d'àcids grassos, fibra dietètica, vitamines i mineralsi, a causa de l'absència de gluten, pot ser utilitzat en dietes per persones celíaques.
Aquesta composició otorga a la xia efectes antimicrobians, antitumorals i antiinflamatoris. S'ha observat un increment a nivell mundial del consum d'aquesta llavor, ja que s'ha demostrat que presenten molts beneficis per la salut, com:
1. Prevenir malalties cardiovasculars: les fibres d'aquesta planta fan que tan les molècules de colesterol, com altres sucres, es quedin retingudes en aquestes estructures, impedint així una possible reabsorció. Aquesta acció ajuda a disminuir els nivells de colesterol i sucres, com podria ésser la glucosa, en sang.[41]
2. Evitar la constipació del ventre o restrenyiment: el mucílag present en la xia promou el moviment peristàltic de la zona dels intestins. Així augmenta tant volum com consistència de les femtes, permetent una millor circulació d'aquestes a través del sistema digestiu.[41]
3. Beneficis per la salut de la microbiota: les pròpies fibres de la xia també serveixen com aliment per bacteris i microorganismes residents al còlon. Això aporta salut i benestar a la microbiota intestinal, i acaba beneficiant a l'organisme sencer.[41]

Per tal de veure els beneficis que presenta la xia, a continuació es mostren algunes comparacions amb altres aliments quotidians:
- 5 vegades més quantitat de calci que la llet.[42]
- 3 vegades més quantitat d'antioxidants que els nabius.[42]
- 3 vegades més quantitat de ferro que els espinacs.[42]
- 2 vegades més quantitat de fibra que la civada.[42]
- 2 vegades més quantitat de proteïnes que qualsevol verdura.[42]
- 2 vegades més quantitat de potassi que el plàtan.[42]

### Valor terapèutic
S'ha dut a terme estudis clínics que corroboren el valor terapèutic d'aquestes llavors, i s'han pogut obtenir resultats molt rellevants. Recentment, s'ha estudiat l'efecte que té la ingesta controlada de xia sobre el pes corporal, l'obesitat visceral i els factors de risc relacionats amb els adults amb sobrepès i obesos amb diabetis tipus 2. Això va donar com a resultat una pèrdua de pes significativa, reducció de la circumferència de la cintura, canvis en la composició corporal i diferències en els nivells de proteïna reactiva C i hormones de sacietat relacionades amb l'obesitat.
El consum d'oli de llavors de xia també ha demostrat tenir influència en el rendiment del funcionament humà. Si s'ingereix aquest oli 30 minuts abans de córrer o fer algun altre tipus d'exercici, provoca un augment dels nivells d'ALA (àcid alfa-linolènic) del plasma, que és un compost fonamental en la formació de components bioquímics essencials com els leucotriens i els tromboxans. Aquest increment està directament associat amb beneficis antiinflamatoris, protecció contra malalties cardíaques i efectes positius sobre el perfil lipídic en sang. A més a més, també comporta una disminució de la pressió arterial en individus hipertensius.

## Efectes negatius
El consum de les llavors de xia té múltiples beneficis, però un consum excessiu també pot tenir conseqüències negatives: 
- Degut a l'alt contingut de fibres: malestar estomacal i problemes digestius, com diarrees.[50]
- Tot i ser petites, les llavors són molt denses en calories. Això pot comportar un excés en la ingesta calòrica diària. Aquest factor és especialment important per la gent que busca controlar el seu pes corporal.[50]
- Un excés en la ingesta de llavors de xia, és sinònim d'un excés en la ingesta d'àcids grassos omega-3: interferència en la coagulació sanguínia. Molt perillós en persones que de forma regular prenen medicaments anti-coagulants.[50]
- Les llavors tenen un alt contingut d'antinutrients: els fitats, els oxalats o el gluten en són alguns exemples. En el cas de Xia hi predominen els fitats. Aquests poden dificultar molt l'absorció de minerals com el ferro o el zinc.[50][51]

## Legislació actual
A nivell internacional, la llavor de la xia és considerada com un suplement que es pot incorporar en les dietes, doncs així ho accepta la "Food and Drug Administration" o FDA. L'any 2009 va quedar autoritzat i inclòs en el mercat comunitari de la Unió Europea, la comercialització de les llavors de la Salvia Hispanica (llavors de la xia), tant les formes més naturals, com aquelles que han estat triturades prèviament a la seva comercialització. La principal fita d'aquesta incorporació en el mercat comunitari, era per la utilització d'aquestes llavors com a nou ingredient en productes com el pa o derivats. En aquest aspecte, la Comissió de les Comunitats Europees va establir un límit: una presència màxima del 5% d'aquestes llavors en aquests productes.
En molts altres països, entre els quals destaquen Canadà, Austràlia, Xile, Nova Zelanda o regions com el Regne Unit, les respectives indústries alimentàries utilitzen les llavors de la Xia, o els olis que en resulten d'aquestes, per elaborar productes de primera necessitat com: cereals, iogurts o sucs de fruites. Aquest aspecte sense l'aprovació del mercat comunitari de la Unió Europea seria inviable.

## Perspectives de futur
Els investigadors durant les últimes dècades, han centrat els seus esforços a caracteritzar i descobrir el  valor i importància nutricional de la planta de la xia, a més de les seves llavors. Estudis recents, han demostrat que les llavors de la xia tenen un gran contingut de components fenòlics, aquests tenen una elevada activitat antioxidant, també una gran quantitat de ω-3 PUFAs (àcid gras poliinsaturat) i proteïnes. Com durant l’article s’ha comentat, aquestes característiques estan relacionades a un gran ventall de beneficis per la persona que les consumeix, tant en l'àmbit nutricional com de salut.
Actualment, els investigadors han canviat la direcció dels seus estudis, ja no se centren a caracteritzar i analitzar els components químics, sinó que en descobrir la ruta metabòlica i els mecanismes moleculars que fan a la xia un aliment amb un alt contingut nutricional. Desafortunadament, la manca d’informació genètica, eines i protocols estables de transformació, ha provocat alentir el progrés per intentar comprendre a escala molecular i genètic de la xia.
Tot i que nous descobriments, han permès poder seqüenciar el genoma de la xia, aquest avenç permetrà un millor  enteniment dels cicles moleculars d'aquesta. A més, avenços actuals relacionats amb la tècnica CRIPSR, també estan ajudant a poder seguir avançant en la recerca relacionada amb les funcions dels diferents gens associats a les característiques nutricionals. En un futur, la millora de les tècniques i l’establiment de noves tècniques moleculars, permetran entendre la raó per la qual la xia té una gran quantitat nutrients i beneficis.
Un altre punt d’investigació, seria l’observació de l’activitat antioxidant de les fulles i tiges, aquestes han demostrat tenir activitat antimicrobiana i antifúngica. Aquesta activitat va ser comprovada in vitro mitjançant bacteris i fongs fitopatogènics. Tant l’oli extret de la tija com la fulla, inhibeixen el creixement bacterià i el creixement del miceli. El principal component que hi ha en aquest oli és el cariofilé, aquest té un gran efecte antioxidant i antiinflamatori. Com anteriorment s’ha explicat, la majoria de recerca portada a terme se centrava en els àcids grassos de la xia, les observacions que s’han comentat, són una oportunitat per a futures investigacions. Aquestes noves investigacions podrien portar al descobriment de noves aplicacions en l’àmbit de la medicina i la indústria farmacèutica.  